# Прудская (Рязанская область)
Прудская — село в Михайловском районе Рязанской области России.

## География
Село находится на р. Проня.
На востоке село граничит с г. Михайлов, на юге с д. Прудские Телятники и с. Заречье-1.

## История
| Год  | Население |
| ---- | --------- |
| 1859 | 1599      |
| 1929 | 1288      |
| 2007 | 306       |

Образовано в XVI в. из казаков.
В XIX в. переселенцами были основаны Прудские Выселки и Прудские Телятники.
До 1924 года деревня входила в состав Прудской волости Михайловского уезда Рязанской губернии.
В 1924 году создано Прудское сельскохозяйственное кредитное товарищество.

## Население
| 1859 | 1906  | 2010 |
| ---- | ----- | ---- |
| 1599 | ↘1060 | ↘306 |